# Hurey
Hugo de Reymaeker (13 juli 1937 - Martinique, 15 juni 2001), beter bekend onder zijn pseudoniemen Hurey, Hugo en Fonske was een Vlaams striptekenaar.
Hurey werkte na zijn studie van 1959 tot 1960 voor de Belvisionstudio. In de jaren daarna tekende hij als "Fonske" en "Hugo" zijn eerste strips voor het weekblad Kuifje. Hij maakte diverse strips voor de bladen Ons Volkske en Pats. Vanaf 1967 werkte hij voor het blad 't Kapoentje en voor de krant Het Volk. In 1976 stopte hij met tekenen. Hurey overleed in 2001 op Martinique waar hij sinds de jaren 1980 woonde.

## Stripreeksen
- De Avonturen van Gerarke
- De Bende van Black & Co
- De Nieuwe Avonturen van Lancelot
- Bert en Bettie
- De Avonturen van Hippo en Theo
- Roy Blent
- De Brammetjes
- De Lustige Kapoentjes
- Jan Heibel en Piet Koning
- Ketje
- Jan Heibel
- Pili-Pili

## Referentie
- Lambiek.net - Hurey (Hugo de Reymaeker) (a.k.a. Hugo, Fonske)

1. 1 2  matchID; geraadpleegd op: 19 januari 2022; Fichier des personnes décédées-identificatiecode: 6UR9fRnEMkid.